# 幸先坂
「幸先坂」（さいさきざか）は、日本の女優・真木よう子の楽曲。2013年5月27日にユニバーサルミュージックより全国のタワーレコード及びタワーレコードオンラインにて限定発売された。詞曲はシンガーソングライターの椎名林檎。

## 概要
本楽曲は吉田修一原作の映画『さよなら渓谷』（2013年6月22日公開）のエンディングテーマだが、主演の真木は主題歌を歌うにあたり、以前から親交のあった椎名林檎に製作を依頼し、椎名がそれを引き受け、楽曲を書き下ろした。
また椎名自身も同年11月におこなったコンサート「椎名林檎 十五周年 党大会 平成二十五年神山町大会」、「椎名林檎 十五周年 班大会 平成二十五年浜離宮大会」のアンコールで披露した。2014年5月27日発売のセルフカバーアルバム『逆輸入 〜港湾局〜』にも収録された。

## 収録曲
| #         | タイトル             | 作詞・作曲 | 演奏               | 時間 |
| --------- | -------------------- | ---------- | ------------------ | ---- |
| 1.        | 「幸先坂」           | 椎名林檎   | 林正樹（ピアノ）   | 3:44 |
| 2.        | 「幸先坂（新緑篇）」 | 椎名林檎   | 佐橋佳幸（ギター） | 3:42 |
| 合計時間: | 合計時間:            | 合計時間:  | 合計時間:          | 7:26 |